# Кипу
Ки́пу (ест. Kõpu alevik) — селище в Естонії, у волості Пиг'я-Сакала повіту Вільяндімаа. У селищі міститься центр соціального обслуговування населення волості.

## Населення
Чисельність населення на 31 грудня 2011 року становила 333 особи.

## Географія
Через населений пункт проходить автошлях 92 (Тарту — Вільянді — Кілінґі-Нимме). Від селища починаються дороги 24149 (Вастемийза — Кипу) та 24151 (Кипу — Тирамаа — Йиесуу).

## Історія
З 19 грудня 1991 до 21 жовтня 2017 року селище входило до складу волості Кипу й було її адміністративним центром.

## Пам'ятки
- Лютеранська кірха святого Петра (Kõpu Peetri kirik), пам'ятка архітектури 17-20-х століть.[2]
- Миза Сууре-Кипу (Suure-Kõpu mõis).
- Пам'ятник загиблим у війні за незалежність, історична пам'ятка.[3]
- Будівля аптеки, пам'ятка архітектури 19-20-х століть.[4]

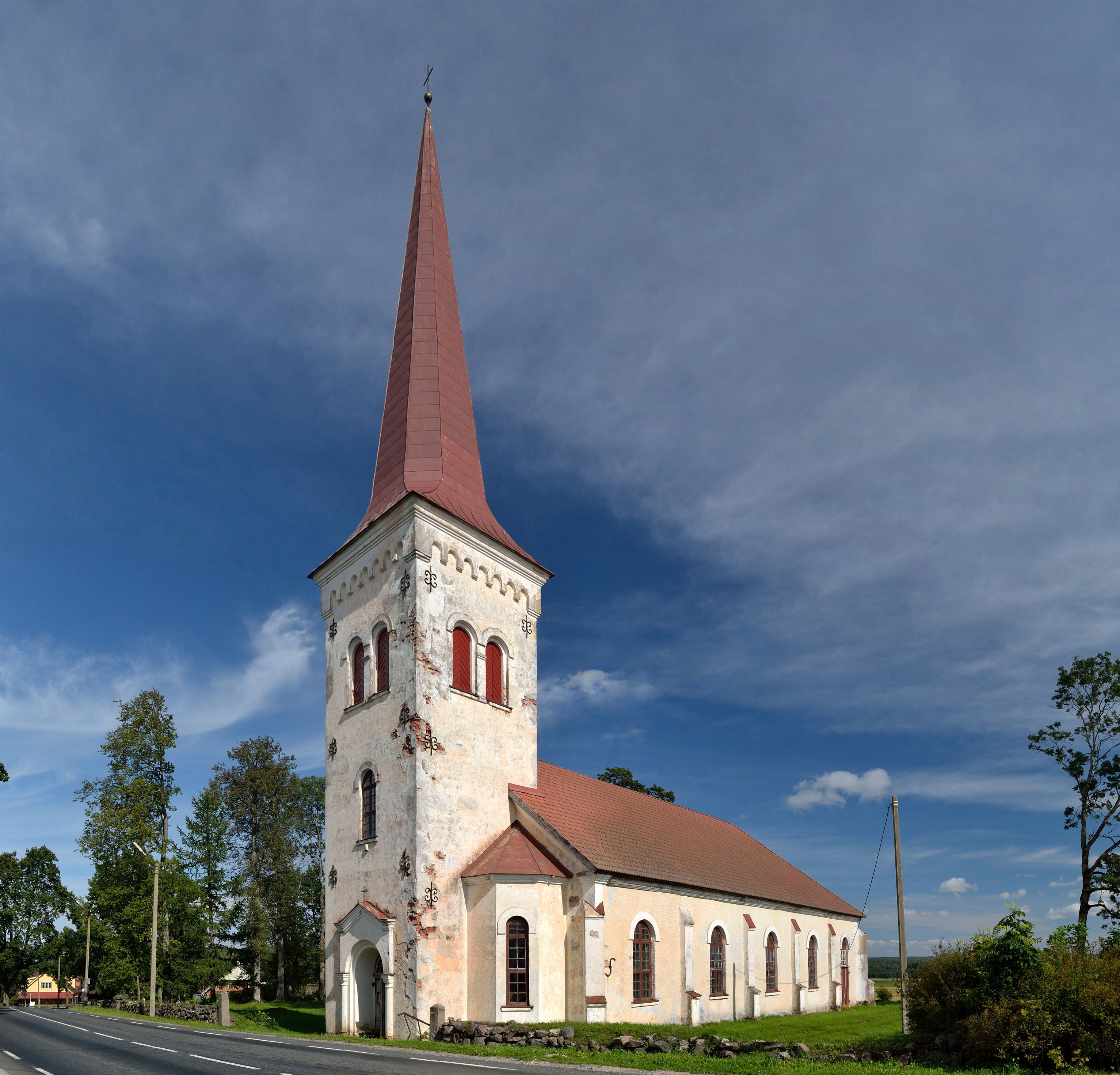
Кірха
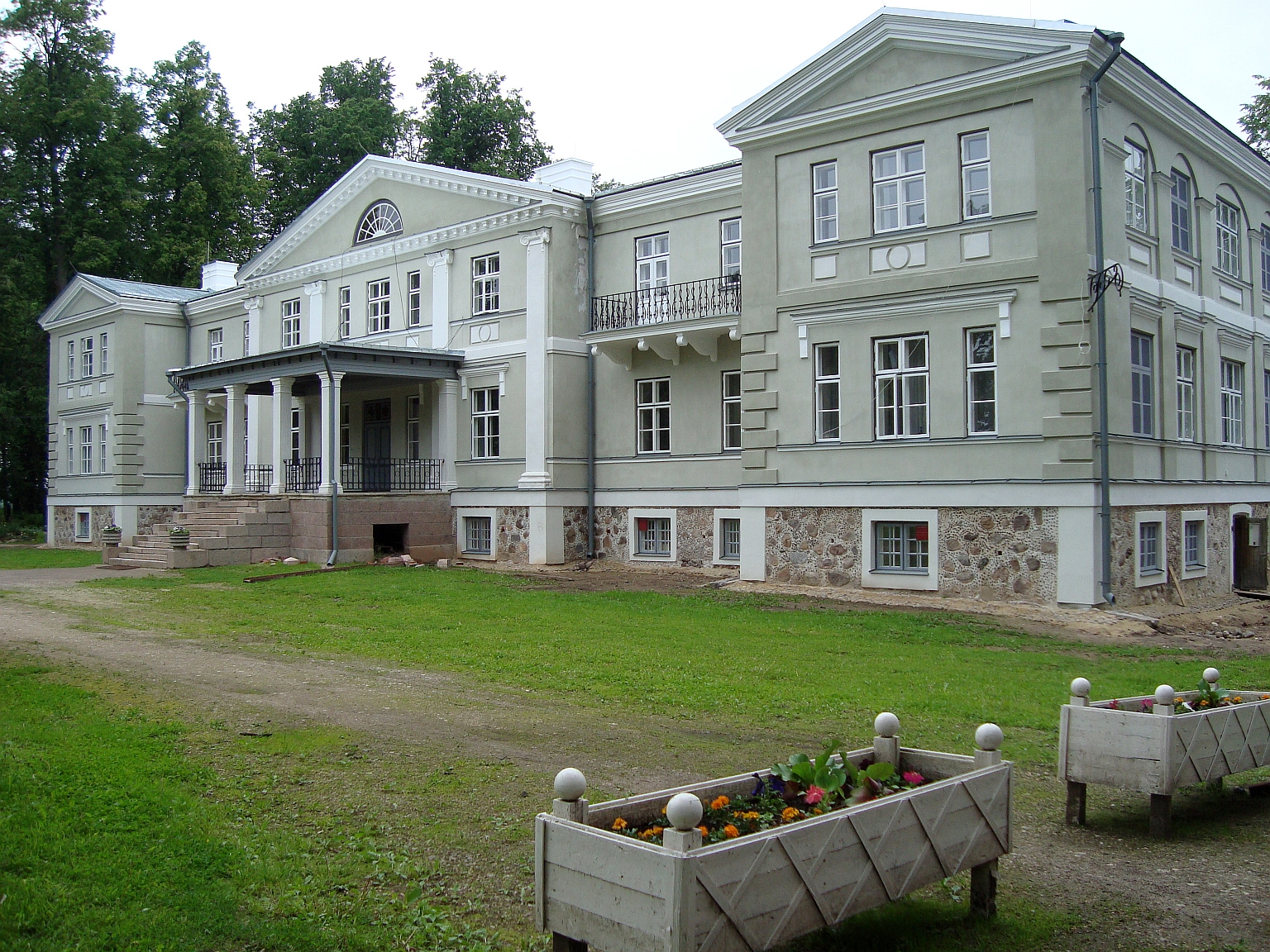
Головна будівля мизи
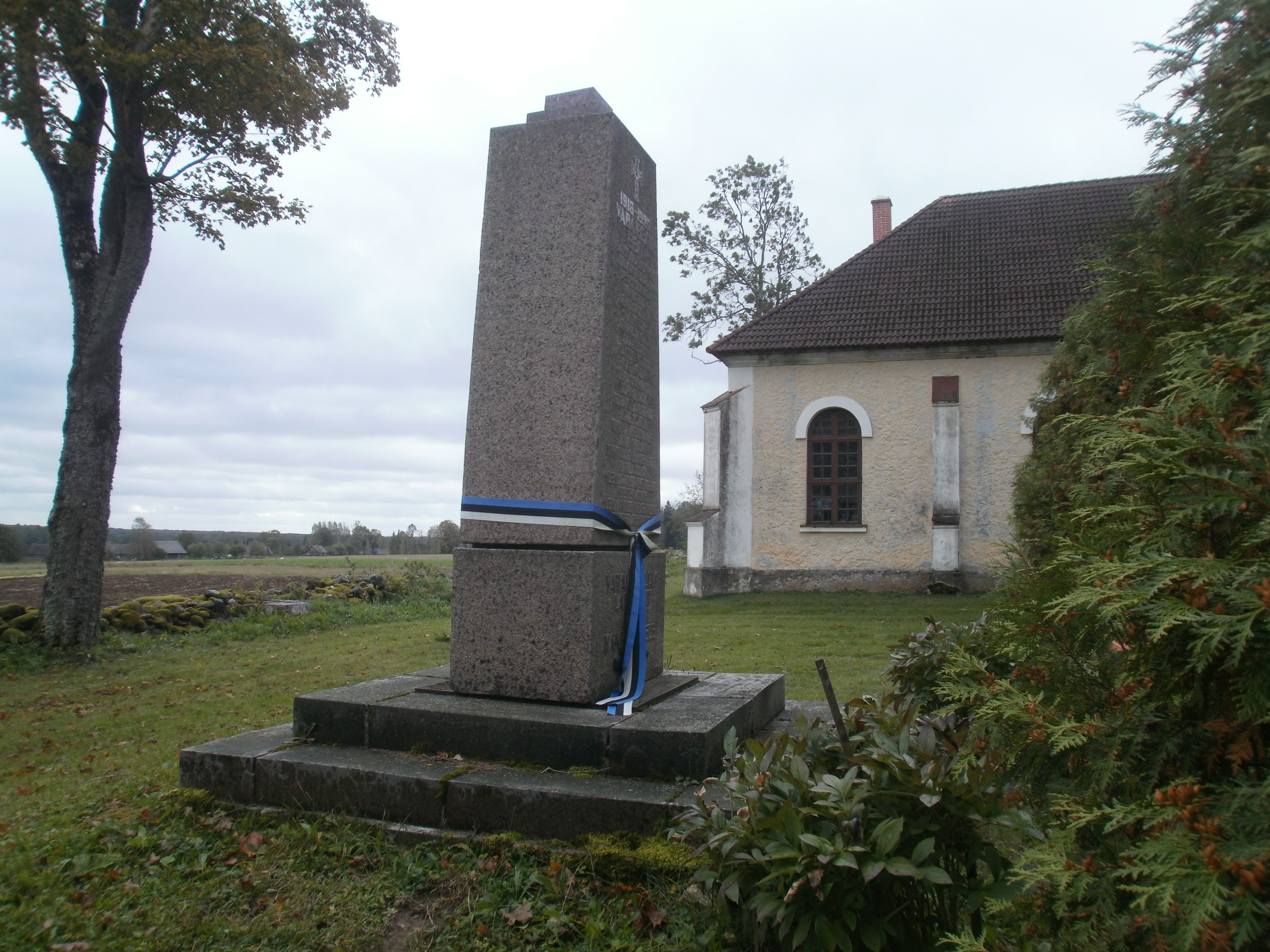
Пам'ятник загиблим у війні за незалежність
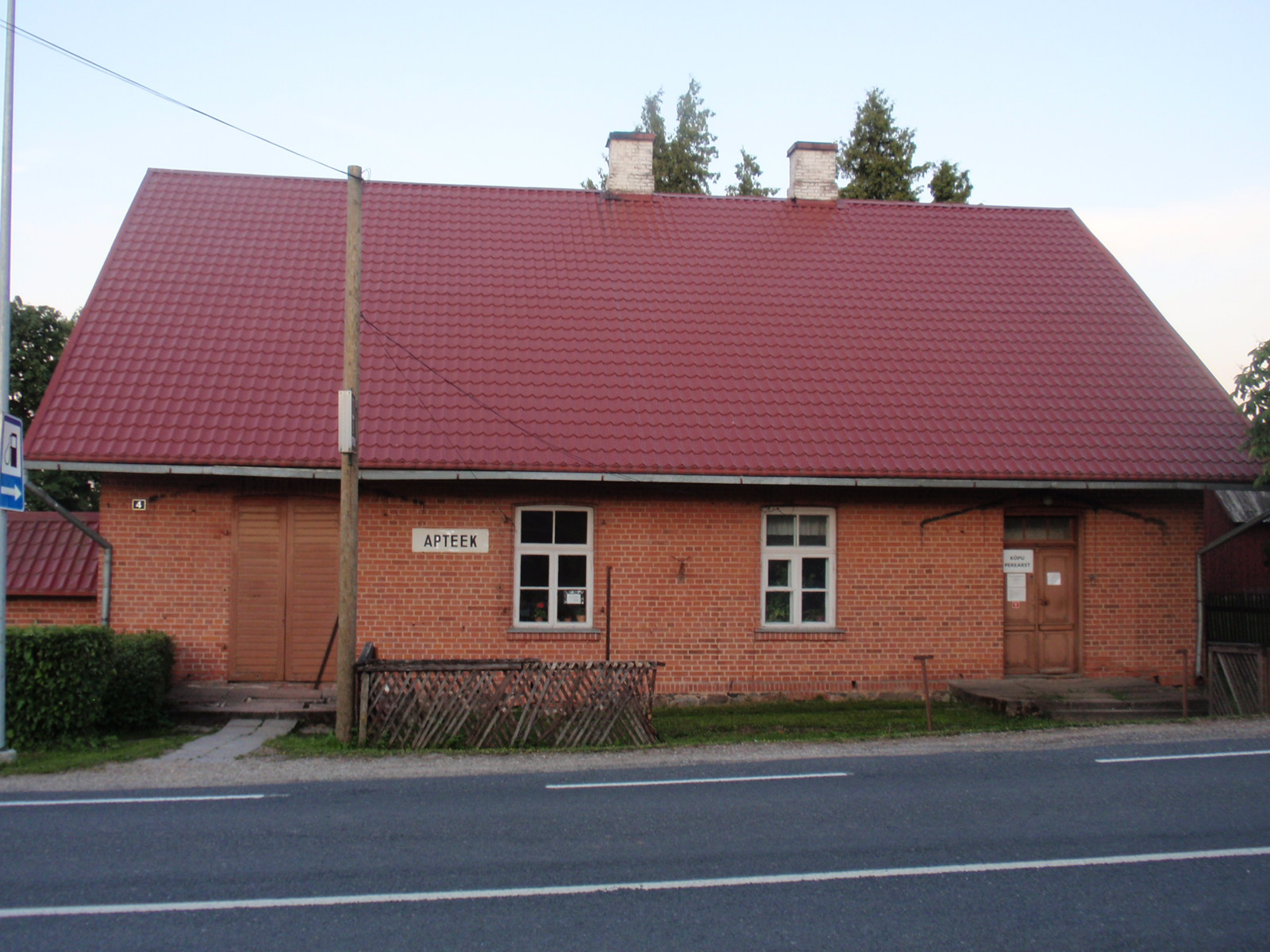
Аптека